# Guerra nórdica de los Siete Años
La Guerra nórdica de los Siete Años, también conocida como la Guerra de los Siete Años del Norte, la Primera Guerra del Norte, la Guerra de los Siete Años de Escandinavia o la Guerra de las tres coronas, fue un conflicto entre el Reino de Suecia y una coalición formada por el Reino de Dinamarca y Noruega, la ciudad libre de Lübeck y la Mancomunidad de Polonia y Lituania que tuvo lugar entre 1563 y 1570. La guerra estuvo motivada por la reacción de Federico II de Dinamarca ante la disolución de la Unión de Kalmar y por la voluntad de Erico XIV de Suecia de acabar con la hegemonía danesa. La lucha continuó hasta que ambos ejércitos quedaron exhaustos, con un elevado número de bajas. El Tratado de Stettin que puso fin a esta guerra fueron unas tablas, sin que ninguno de los contendientes consiguiera ampliar sus territorios.

## Contexto
La Unión de Kalmar, gobernada por Dinamarca, fue una realidad política entre 1397 y 1523, cuando finalmente se derrumbó debido al malestar sueco ante la hegemonía danesa.
En 1471, los suecos consiguieron una importante victoria en la batalla de Brunkeberg, que consolidó el movimiento antiunionista, dirigido por los nobles de las familias Bonde y Sture. En 1520, Cristián II de Dinamarca reconquistó Suecia, aniquilando a los contrarios a la Unión en la Masacre de Estocolmo. Más de 80 miembros de la nobleza, tanto hombres como mujeres, fueron ejecutados, pero la violenta represión provocaría la reacción del pueblo sueco en los años siguientes, que desembocaría en la Guerra Sueca de Liberación de 1521 a 1523. Cristian II fue condenado por el papa, y finalmente abdicaría en 1523. Sus sucesores, Federico II y Cristian III, dedicaron sus atenciones a los problemas internos derivados de la reforma luterana y a la Guerra del Conde, manteniendo una paz estable con Suecia.
En Suecia, Gustavo Vasa aprovechó el vacío de poder y consolidó su dominio sobre el territorio, reclamando para sí el trono en junio de 1523, con el apoyo del pueblo y de las ciudades hanseáticas de Lübeck y Danzig. La Unión de Kalmar quedó definitivamente disuelta y Suecia se convirtió rápidamente en rival del vecino Estado de Dinamarca-Noruega. Sin embargo, la Suecia de Gustav Vasa se encontraba en una situación muy precaria. El acceso al Mar del Norte estaba limitado a una franja de 20 kilómetros en las cercanías de la Fortaleza de Älvsborg. Los daneses controlaban además la Región báltica, complicando aún más las cosas a los suecos.
Gustav Vasa tomó una decisión que, aunque no iba a dar frutos inmediatos, iba a tener un considerable impacto en la fortuna posterior de Suecia: decidió reformar la estructura militar. En 1544 recuperó el antiguo concepto escandinavo de Uppbåd (prerrogativa real que permitía reclutar efectivos en caso de emergencia) para formar el primer ejército nacional permanente de Europa. Los hombres permanecían en sus hogares durante el tiempo de paz, lo que se financiaba con cargo a impuestos, pero eran convocados periódicamente para reunirse y entrenarse. A la muerte de Vasa en 1560, un hombre de cada diez era reclutado para servir en el ejército a petición del rey.

## Casus belli

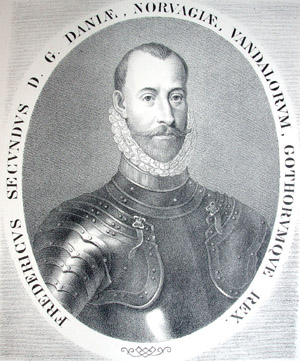
Federico II (1534-1588), Rey de Dinamarca y Noruega

Tras las muertes de Cristian III y Gustavo Vasa en 1559 y 1560, respectivamente, subieron al trono reyes jóvenes y ambiciosos, Erico XIV en Suecia y Federico II en Dinamarca. Federico II soñaba con una nueva Unión de Kalmar bajo la supremacía danesa, mientras que Erik XIV quería romper definitivamente la hegemonía de Dinamarca en la zona.
A comienzos de su reinado, Eric trató de obstaculizar los planes daneses para conquistar la Estonia sueca, donde se libraba en aquellos momentos la Guerra Livona contra Rusia. Trató de asegurar su poder en el Mar Báltico y presionó sin éxito a Federico II para que eliminara la tradicional insignia sueca de las Tres Coronas del escudo de armas danés; En febrero de 1563, se enviaron mensajeros suecos al Landgraviato de Hesse para negociar el matrimonio de Erik con Cristina de Hesse, pero fueron retenidos en Copenhague. En represalia, Eric añadió los escudos de Noruega y Dinamarca a su propio escudo de armas, rechazando las peticiones danesas para que los retirara.
La Ciudad Libre de Lübeck, agraviada por los obstáculos que Erik había impuesto al tráfico comercial, se unió a Dinamarca, al igual que la Mancomunidad de Lituania y Polonia, que ansiaba controlar el comercio báltico. Las hostilidades dieron comienzo en mayo de 1563, aunque la guerra se declaró oficialmente en agosto de ese mismo año.

## La Guerra

### Fase inicial
En mayo, una flota danesa dirigida por Jakob Brockenhuus partió hacia el Báltico y atacó el 30 de mayo a la flota sueca de Jakob Bagge en Bornholm. La batalla concluyó con derrota danesa.
Emisarios del Emperador alemán fueron enviados para mediar y tratar de lograr una paz, pero los suecos no se presentaron a la cita convocada en Rostock. El 13 de agosto se declaró la guerra por medio de emisarios daneses y de Lübeck a Estocolmo. Ese mismo mes, el rey danés Federico II atacó el Castillo de Älvsborg con un ejército de 25.000 hombres, todos ellos soldados profesionales, desde Halland y tomó la fortaleza, la puerta occidental de Suecia, tras solo tres días de bombardeo y un asalto de seis horas.
Esto dejó a Suecia sin salida al Mar del Norte, bloqueando todas las importaciones de sal. Erik contraatacó en Halmstad, pero fue rechazado por los mercenarios daneses. Tras la partida del rey sueco, Charley de Mornays se puso al frente de las tropas, pero volvió a ser vencido por los daneses en Mared.

### Campañas

#### En el Sur

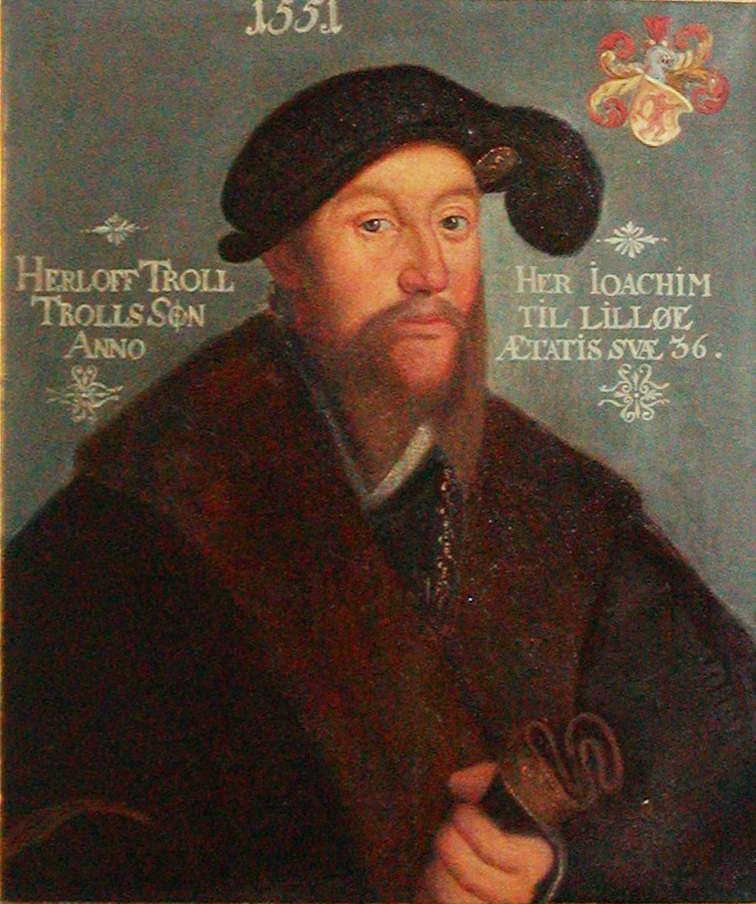
Herluf Trolle en 1551

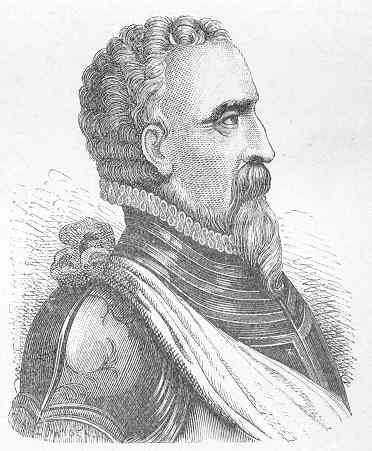
Daniel Rantzau

El 30 de mayo de 1564 se libró una batalla entre la armada sueca y la coalición entre daneses y Lübeck entre Gotland y Öland. La armada sueca estaba dirigida por Jakob Bagge, y la de Dinamarca-Lübeck por Herluf Trolle. Bagge fue capturado y el mayor buque de guerra del Báltico, el Mars (también conocido como Makalös) hundido. La flota sueca se tuvo que retirar a Estocolmo, sin conseguir romper el bloqueo naval. Klas Horn fue nombrado comandante sueco y se enfrentó a la flota danesa en la isla de Jungfrun al norte de Öland el 14 de agosto. El resultado de la batalla fue inconcluyente, manteniéndose el bloqueo.
Horn atacó las provlncias de Halland y Escania en 1565 y realizó varios intentos contra Bohuslän y Uddevalla. Los daneses incendiaron el antiguo Lödöse en la provincia de Västergötland. El rey sueco se puso al frente de su ejército, pero delegó nuevamente el mando, esta vez a Nils Boije, que se apoderó de Varberg el 28 de agosto de 1564. El ejército danés de Daniel Rantzau derrotó a los suecos en la batalla de Axtorna el 20 de octubre.
En el mar, la guerra resultaba más favorable para los suecos. Horn -el comandante de la flota sueca- persiguió a la coalición de Lübeck y Dinamarca hasta la costa alemana, donde destruyó a gran parte de la misma. Tras su victoria, Horn se detuvo en Öresund, donde se dedicó a cobrar tributo a los barcos que pasaban. El 4 de junio de 1565, los suecos vencieron otra vez a los daneses en la batalla de Buchow, en las costas de Mecklemburgo, en la que el comandante danés Herluf Trolle resultó muerto. Ambas armadas se encontraron nuevamente el 7 de julio, con victoria sueca también, esta vez sobre el nuevo comandante Otto Rud. En esta ocasión, los suecos capturaron cerca de Bornholm el buque insignia danés, el Jegermeshter, lo que consolidó su hegemonía en las costas orientales del Báltico.
En enero de 1566, el ejército sueco puso sitio al castillo de Bohus en Bohusiän. Daniel Rantzau trasladó sus fuerzas a Västergötland. Por el mar, Klas Horn volvió a cobrar tributos en el Báltico. Una batalla intrascendente se libró en las costas de öland el 26 de julio, y el día 28 Dinamarca-Lübeck perdió la mitad de su flota en una tormenta. Klas Horn fue nombrado comandante de las tropas de infantería, pero moriría el 9 de septiembre.

#### En el Norte
Suecia ocupó la indefensa provincia noruega de Jemtland, aunque fue recuperada poco tiempo después. En 1564 los suecos reocuparon Jemtland a las órdenes de Claude Collart, conquistando de paso Herjedalen y Trøndelag, así como la ciudad de Trondheim. Inicialmente fueron bien recibidos por los habitantes de la zona, pero los abusos cometidos y los elevados tributos impuestos acabaron creando resistencia a los suecos. Además, Trøndelag recibió la ayuda de Erik Rosenkrantz, gobernador de Bergenhus, que obligó a 3.500 campesinos locales a que le ayudaran a sus 50 soldados profesionales ante el inminente ataque sueco a sus posiciones. Aunque el contingente sueco, formado por 400 hombres, fue rechazado cuando intentó tomar Bergenhus, consiguió mantener sus posiciones en Jämtland y Härjedalen. Estas provincias serían recuperadas por Dinamarca-Noruega en 1570, tras el proceso de paz.
Suecia atacó también el este de Noruega. En el sureste, logró apoderarse del Castillo de Båhus, aunque lo perdería nuevamente en 1566. Parte del ejército cruzó el valle de Østerdalen, conquistando Hamar en 1567 y prosiguiendo su marcha hacia Oslo. Llegaron a Skiensfjord e incendiaron Skien. Sin embargo, cuando alcanzaron Oslo, sus habitantes ya habían incendiado la ciudad antes de que los suecos pudieran ocuparla. Los suecos enviaron refuerzos desde el sudeste para tratar de conquistar el Castillo de Akershus. En su camino, este ejército incendió Konghelle y Sarpsborg. Fueron rechazados por tropas locales y hombres pertenecientes al rey y a Erik Rosenkrantz. Los suecos retrocedieron hacia el nordeste, prendiendo fuego a Hamar y destruyendo la Catedral y la Residencia del Obispo en Hamarhus.

### Última fase
Los mercenarios daneses eran superiores al ejército nacional sueco en todos los aspectos excepto en uno: los profesionales solo luchaban cuando se les pagaba. Esto obligó a Dinamarca a abandonar el plan de tomar Kalmar e intentar atacar Estocolmo en su lugar. En agosto, Erik atacó Blekinge y ocupó la ciudad, lo que obligó a los daneses a reaccionar.
Con la llegada de la primavera, Eric XIV sufrió una serie de trastornos mentales que paralizaron la campaña sueca. Por su parte, los daneses estaban exhaustos y no realizaron movimientos hasta octubre, cuando Rantzau atacó Småland y Östergötland al frente de un ejército de 8.500 hombres. Durante noviembre devastó el territorio, incendiando las viviendas, quemando cosechas y matando al ganado. Los suecos intentaron cortarle la retirada en el río Holavenden, pero fracasaron y a mediados de febrero de 1568, Rantzau regresaba a Halland.
Durante estos años, ambas naciones mantuvieron negociaciones de paz, sin que llegara a fructificar ninguna de ellas. Entre los mediadores se encontraban personajes de la talla de Charles Dancay y los emperadores Fernando I y Maximiliano II, entre otros. Los emperadores pretendían que Dinamarca y Suecia devolvieran los territorios ocupados en Livonia durante la Guerra Livona, pero Suecia se negó a hacer concesiones.

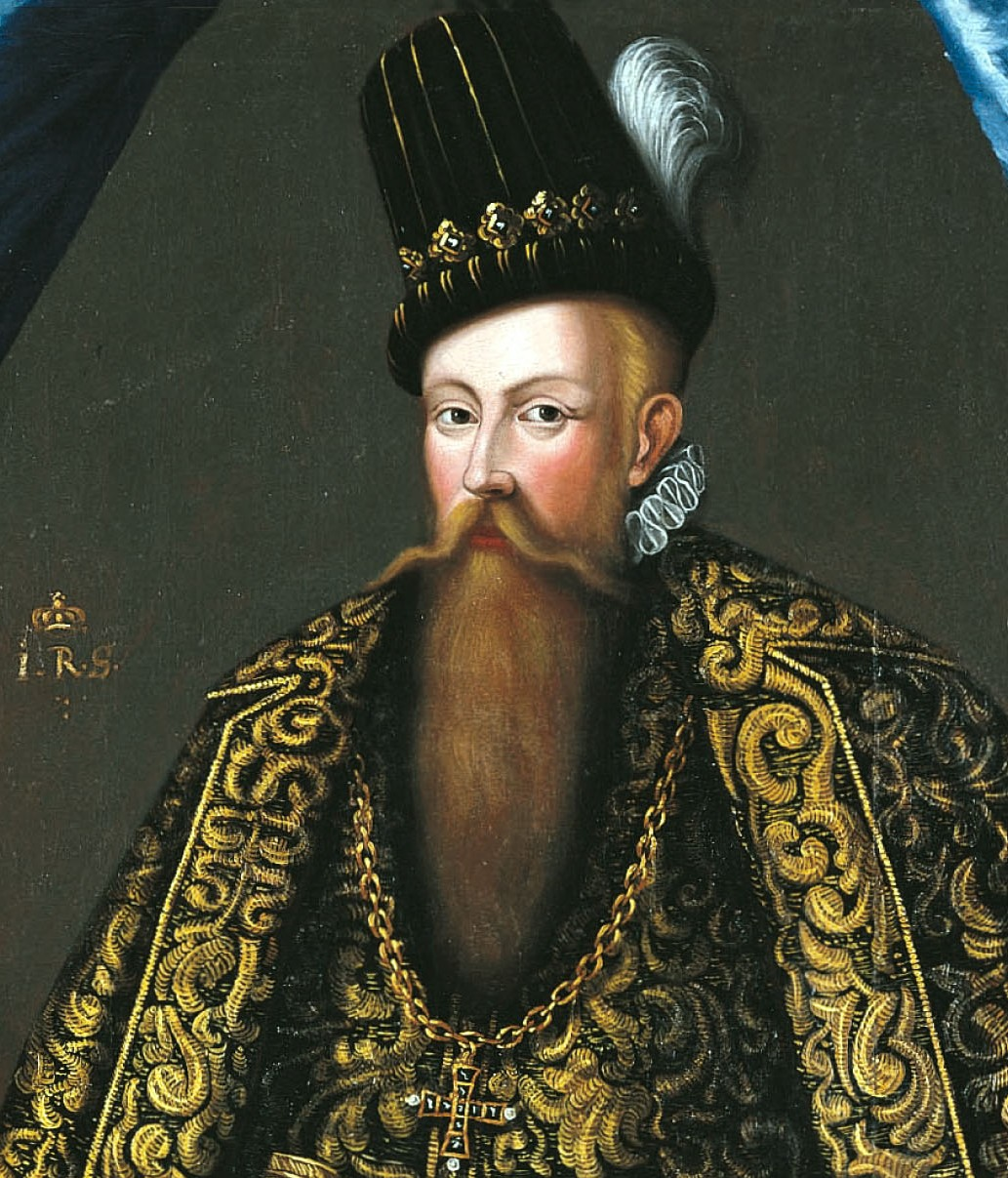
Juan III (1537-1592), Rey de Suecia 1568-1592

En 1568, el duque Juan encabezó un golpe de Estado contra su hermano el Rey Eric. Coronado como rey con el nombre de Juan III, entabló conversaciones con Dinamarca, y el 18 de noviembre de ese mismo año, ambas partes llegaron a un primer acuerdo de paz en Roskilde, que fue roto por los suecos, reiniciándose la guerra en 1569. Los daneses atacaron Varberg el 13 de noviembre, reclamando su posesión. Por su parte, los suecos obtuvieron un notable éxito en Escania.

## Negociaciones de paz y consecuencias
En este punto, ambos ejércitos estaban agotados y se iniciaron las negociaciones. En septiembre de 1570 se celebró una reunión en Stettin, firmándose definitivamente la paz el 13 de diciembre de 1570 con el Tratado de Stettin. El rey sueco retiró sus exigencias sobre Noruega, Escania, Halland, Blekinge y Gotland, y los daneses retiraron sus exigencias sobre Suecia. El Mar Báltico fue declarado de soberanía danesa. Además, la Unión de Kalmar fue disuelta oficialmente. Los suecos recuperaron Älvsborg tras el pago de 150.000 riksdaler, y teniendo que devolver los buques de guerra capturados. La disputa acerca de la insignia de las Tres Coronas quedó sin resolver y seguiría siendo fuente de problemas en el futuro.
Quizá la consecuencia más significativa de esta guerra fue la creación de un ejército sueco permanente que acabó convirtiendo a Suecia en la mayor potencia militar de la Europa Septentrional.[cita requerida]
La extrema destrucción acarreada por la guerra y el elevado número de víctimas civiles contribuyó a aumentar la animadversión entre suecos y daneses,[cita requerida] y propició que la, hasta entonces, ambigua opinión en Noruega se decantase finalmente por la resistencia contra Suecia.[cita requerida] No obstante, tras el fin de la guerra se inició un periodo de cuarenta años de paz, que los noruegos aprovecharon para fortalecer las posibles rutas de invasión suecas.